# Perutina
Perutina (cyr. Перутина) – wieś w Serbii, w okręgu niszawskim, w gminie Doljevac. W 2011 roku liczyła 175 mieszkańców.